# Giorgio de Santillana
Giorgio Diaz de Santillana (Rome 1902 – Beverly, Massachusetts 1974) was een Italiaans Amerikaans wetenschapsfilosoof en wetenschapshistoricus, en professor aan de MIT. Hij is bekend geworden door z'n boek The Origins of Scientific Thought uit 1961. 
De Santillana studeerde natuurkunde aan de Universiteit van Rome tot 1925, hierna filosofie in Parijs, en to slot tot 1929 weer natuurkunde aan de Universiteit van Milaan. Na zijn studie begon hij als assistent van de Italiaanse wiskundige Federigo Enriques (1871-1946) aan de Universiteit Sapienza Rome, waar hij tevens assisteerde bij de opzet van de faculteit voor wetenschapsgeschiedenis. Na nog een jaar lesgeven in Parijs en Brussel, vertrok hij 1937 naar de Verenigde Staten. Hier begon hij als instructeur wetenschapsgeschiedenis aan de The New School universiteit in New York. Na nog een jaar lesgeven aan Harvard kwam hij in 1941 bij MIT waar hij in 1954 hoogleraar wetenschapsgeschiedenis werd.       

## Publicaties
- 1941. Development of rationalism and empiricism. Met Edgar Zilsel. University of Chicago Press Dit was het 8e nummer in 2de deel van International Encyclopedia of Unified Science.
- 1958. Crime of Galileo. Londen : Heinemann.
- 1961. The Origins of Scientific Thought: from Anaximander to Proclus, 600 BC to 300 AD. Londen : Weidenfeld & Nicolson.
- 1969. Hamlet's Mill. Met Hertha von Dechend (1915-2001).

Over Giorgio de Santillana:
- N. Sivin (1976) "Eloge: Giorgio Diaz de Santillana, 1902-1974". In: Isis, Vol. 67, No. 3 (Sept 1976), pag. 439-443.